# 日吉町中世木
日吉町中世木（ひよしちょうなかせき）は、京都府南丹市の地名。2006年（平成18年）1月1日の南丹市発足以前は、船井郡日吉町の大字・中世木（なかせき）であった。キャッチコピーは「山野草とモリアオガエルの里」。
本項では現在の地名について日吉町中世木、または中世木として記述する。

## 地理
中世木は、南丹市の中部にある世木地区に位置し、淀川水系の上流・桂川（大堰川）の一次支流中世木川沿いや、その周辺の山間に集落群を形成する。
世木地域の地形は右手の手のひらに例えられ、親指が桂川本流、人差し指が中世木川、中指が木住川、薬指が田原川、小指が胡麻川である。それら5河川が合流する一帯が日吉町殿田、中世木川沿いが日吉町中世木、木住川上流が日吉町生畑、下流が日吉町木住となり、これら4集落で現在の世木地域を構成している。親指に当たる部分にあった集落（中、天若）は、1972年（昭和47年）に着手した日吉ダムの建設で廃村している。
日吉町中世木と日吉町中との境は厄除橋付近。京都市右京区京北下宇津町の境は人尾峠で、峠にある地蔵には「右うつ京」「左まき山志うざん」と書かれている。

### 中世木の小字
南丹市が公示している日吉町中世木の住所は次の通りである。
- 赤部（あかべ）
- 赤部谷（あかべだに）
- 石ケ谷（いしがたに）
- 伊勢谷（いせたに）
- 伊丹田（いたんだ）
- 一本木（いっぽんぎ）
- 井根コキ（いねこき）
- イノ谷（いのたに）
- 岩ケ鼻（いわがはな）
- 上ノ下（うえのした）
- 上ノ山（うえのやま）
- 大久世（おおくせ）
- 大迫（おおさこ）
- 大下（おおした）
- 大谷（おおたに）
- 大フケ（おおふけ）
- 小野垣内（おのかきうち）
- 柿木廻（かきのきまわり）
- 樫木鼻（かたぎのはな）
- 神割（かみわり）
- 北ノ奥（きたのおく）
- 久保（くぼ）
- ゲボ谷（げぼたに）
- 甲田（こうだ）
- 越前（こしまえ）
- 小谷口（こたにぐち）
- 小谷ノ下（こたにのした）
- 小峠（ことうげ）
- 小中谷（こなかだに）
- 篠尾（ささお）
- 三迫（さんざこ）
- シトウ峠（しとうとうげ）
- 芝原（しばはら）
- 清水元（しみずもと）
- 下島（しもじま）)
- 新屋（しんや）
- 末原（すえがはら）
- 空ケ谷（そらがたに）
- 空本（そらもと）
- 高岸（たかぎし）
- 竹ノ本（たけのもと）
- タコロケ上（たころけかみ）
- 棚池（たないけ）
- 谷山（たにやま）
- 千切迫（ちきりざこ）
- チンジ
- 峠（とうげ）
- 中島（なかじま）
- 中ノ谷（なかのたに）
- 中前田（なかまえだ）
- 西牧山（にしまきやま）
- ハカノ上（はかのうえ）
- 東山（ひがしやま）
- 日吉前（ひよしまえ）
- 平畑（ひらはた）
- 広廻り（ひろまわり）
- 泓ノ下（ふけのした）
- 藤野森（ふじのもり）
- 札場（ふだば）
- 二又（ふたまた）
- 不動（ふどう）
- 細迫（ほそざこ）
- 前ノ下（まえのした）
- 前ノ廻（まえのまわり）
- 丸山（まるやま）
- 南ノ本（みなみのもと）
- 南山（みなみやま）
- 宮ノ奥（みやのおく）
- 宮ノ前（みやのまえ）
- 宮ノ元（みやのもと）
- 森ノ上（もりのかみ）
- 森ノ下（もりのした）
- 焼尾峠（やけおとうげ）
- 脇谷（わきたに）

### 河川
- 中世木川
中世木川（なかせきがわ）は、桂川の一次支流。日吉町中世木の西牧山・東牧山の水を集め西流、日吉町中の京都府道364号中地日吉線の東、厄除橋の下流で桂川右岸に注ぐ。
  - 東牧山川
  - 牧山川
牧山川（まきやまがわ）は、桂川の二次支流。中世木西牧山から南流し、小谷口橋付近で中世木川右岸に注ぐ。
  - 谷山川
谷山川（たにやまがわ）は、桂川の二次支流。中世木日吉前付近で中世木川右岸に注ぐ。
  - 伊勢谷川

### 山
- 黒尾山
黒尾山（くろおやま）は、日吉町中世木と京都市右京区の境に位置する標高564mの山。
- 獄山
獄山は、日吉町中世木と京都市右京区の境に位置する標高557mの山。
- 最明寺山
最明寺山は大山祇神社の裏山で、北条時頼が書いた法華経が埋められたと伝わっている。

### 谷
- 志積谷
かつての上谷村と下谷村がある谷は、志積谷と呼ばれている。
  - 伊勢谷
現在の林道伊勢谷線がある場所。谷の入口に伊勢谷山の神が祀られている。
    - 大夫谷
伊勢谷の中にある小さな谷。かつて伊勢の神官が下谷村に来て死んだ。それで、谷にある森を崇め祀るようになり、谷に大夫谷と名付けたという。その大夫谷の名を伊勢谷と名付けたとか言い伝わる。

### 糸掛石
糸掛石 (いとかけいし）と呼ばれる鉱物が中世木の山で見られる。砂岩に石英が入り、糸を掛けたように見える鉱物で、古くは「加茂七石（かもなないし）」として貴族や武家の庭石として重宝された。中世木公民館にも展示されている。

## 気候・植生・生態

### 気候
梅雨期から台風期までの夏季は降水量が多い太平洋側気候の特徴を示し、比較的に涼しい高原的気象で昼夜の寒暖の差が大きい。
冬季は冷え込み日較差が大きい内陸性気候を示す反面、日本海側気候の影響を受けて季節風が吹き、降雪や積雪がみられるが、丹波地方の北部に比べると比較的温暖で降霜・降雪量は少ない。

### 植生
植生区分は暖帯常緑広葉樹林（ヤブツバキクラス域）に属しているが、ほとんどは代償植生となっている。植林されたスギが多い。スギは1982年（昭和57年）、日吉町の「町の木」に制定されている。

#### セツブンソウ
セツブンソウの群生が、中世木で見られる。中世木せつぶん草を守る会による保護活動や、守る会と中世木区の共催による「中世木せつぶん草まつり」が行われてきた。旧暦の節分頃に花を咲かせることから、春を告げる花とされる。中世木で咲く花は、雄しべ雌しべ辺りが白く、他の地域ではあまり見られない白い花。

#### レンプクソウ
山地では、レンプクソウの自生が見られる。山地に生える多年草で、茎の高さは10cm程度、地下茎で増え、茎の先に直径5ｍｍほどの黄緑色の花が5個集まって咲く。

#### ベニバナヤマシャクヤク
京都府レッドデータブックで「絶滅危惧」のカテゴリーとなっているベニバナヤマシャクヤクが中世木に自生している。ベニバナヤマシャクヤクは一般的に濃い赤色から薄いピンク色をしていることからベニバナと呼ばれているが、中世木に自生しているものはほとんど白色の花を咲かせる。

#### オニヒカゲワラビ
中世木谷筋の河原でオニヒカゲワラビが多く見られる。

## 世帯数と人口
2015年（平成27年）頃から移住促進の取り組みを進めて元人口の2割近い転入者があり、現在、限界集落と準限界集落を行き来している状態が続いている。2024年（令和6年）5月1日現在の世帯数と人口及び、エリアごとの中世木人口割合は以下の通りである。
|              | 世帯数 | 人口 | 男   | 女   |
| ------------ | ------ | ---- | ---- | ---- |
| 日吉町中世木 | 45世帯 | 93人 | 43人 | 50人 |

| 範囲     | 人口     | うち、中世木人口の割合 |
| -------- | -------- | ---------------------- |
| 南丹市   | 29,816人 | 0.312％                |
| 日吉町   | 4,314人  | 2.156％                |
| 世木地域 | 620人    | 15.000％               |

### 人口の変遷
国勢調査による人口の推移。
| 1995年（平成7年）  | 193人 | [ 14 ] |  |
| 2000年（平成12年） | 174人 | [ 15 ] |  |
| 2005年（平成17年） | 154人 | [ 16 ] |  |
| 2010年（平成22年） | 144人 | [ 17 ] |  |
| 2015年（平成27年） | 119人 | [ 18 ] |  |
| 2020年（令和2年）  | 97人  | [ 19 ] |  |

### 世帯数の変遷
国勢調査による世帯数の推移。
| 1995年（平成7年）  | 55世帯 | [ 14 ] |  |
| 2000年（平成12年） | 54世帯 | [ 15 ] |  |
| 2005年（平成17年） | 52世帯 | [ 16 ] |  |
| 2010年（平成22年） | 52世帯 | [ 17 ] |  |
| 2015年（平成27年） | 45世帯 | [ 18 ] |  |
| 2020年（令和2年）  | 38世帯 | [ 19 ] |  |

### 中世木に多い姓
旧日吉町の世帯別で多い姓は、湯浅（ゆあさ）・吉田（よしだ）・塩貝（しおがい）でほぼ同数、次に宇野（うの）や小林（こばやし）と続く。中世木では近年の移住者人口の割合が増えていることから、徐々に偏りがなくなっているが、2024年（令和6年）時点では近藤（こんどう）姓が多い。

## 自治
中世木地内の自治は、中世木区が治めている。
中世木区が加盟する組織
- 日吉町区長会
日吉町区長会は、旧日吉町内にある35行政区の代表で組織する連合会組織で、中世木区も加盟している。南丹市が主催して毎年4月に開催される行政区長への委託事務説明会を指して「日吉町区長会」と呼ぶこともある。
- 世木地域振興会
世木地域振興会は、2006年(平成18年)に設立した旧世木村を範囲とする地域振興組織。中世木区、殿田区自治会（とのだくじちかい）、生畑区（きはたく）、木住区（こうずみく）のほか、地域内の有志によって組織されている。

### 組構成
中世木内の組割は次の通り。
- 下1組
- 下2組
- 下3組
- 中谷組
- 上谷組
- 牧山組

## 歴史

### 沿革
- 1876年（明治9年） – 上谷村・下谷村・牧山村の3村が合併し、中世木が成立。
- 1889年（明治22年） – 町村制の施行により、殿田村・天若村・中村・中世木村・生畑村・木住村の区域をもって世木村が発足[21]。中世木は世木村の大字名となる[7]。同年の戸数は89。
- 1955年（昭和30年） –  五ヶ荘村・胡麻郷村・世木村が合併し、日吉町が発足[22]。中世木は日吉町の大字となる[7]。
- 2006年（平成18年） – 日吉町・園部町・美山町・八木町の4町合併による南丹市誕生に伴い、南丹市日吉町中世木となる。

## 伝承

### 安部貞任伝説
平安時代に岩手県辺りを支配していた豪族・安倍貞任は、源義家らに都で処刑され、怨念を断つため、首を貞任峠、下半身を中世木の人尾峠に葬ったと伝わっている。

### 北条時頼伝説
鎌倉幕府五代執権北条時頼は出家後、最明寺入道とも呼ばれ、諸国を歩いたという伝説が各地に残っている。中世木牧山の大山祇神社に寄った時、法華経を書写し裏山の山中に埋めたと言われている。その山を最明寺山、塚を最明寺の経塚と呼び、今でも見ることができる。また、東の谷に「西妙寺竹」があり、最明寺入道が逆さに刺し置いた竹の杖から、逆さの竹が生えているという伝説がある。

### 人面岩
牧山の不動岩のてっぺんからさらに山へ登ると人面岩があるらしい。

### 弁天井戸の鰻
中世木の大山祇神社の境内には「弁天井戸」という井戸がある。井戸には耳の白い鰻が棲んでいるが、いつも井戸底にいて滅多に姿を見せない。この鰻が水面に顔を出した時は、必ず雨が降ると伝えられている。

### 大阪に隠した金銀
1619年（元和5年）頃、大阪が落城したとき、この村の百姓で伯楽の人がいた。大阪が落城したときに放れ馬を拾うとして行ったが、そこで、大野主馬助（治房）や大野修理（治長）などの兄弟である大野道賢齋と出会う。道賢齋がこの百姓を頼りにして2人とも裸馬を拾って乗り、淀川を越えて下谷村に来た。
道賢齋は、下谷村に隠れ住むようになる。昼は人目を忍んで大夫谷の森に隠れ、夜は百姓の家に来て寝た。そのようにしてしばらく隠れ住んでいたが、その百姓に「わしは多くの金銀を大阪の地に隠して埋めておいた。おまえがわしを別状に送ってくれるのなら金銀をおまえに半分わけてやろう」と言って騙して百姓に道中の供をさせ、大阪に着いた。さきに言った所を掘ってみたが金銀はなかった。「ああこれは、もはや誰かが取っていったのだ」と言って、道賢齋は姿をくらませてしまった。百姓は下谷村に帰ったとのことである。

### 夜泣石
世木村の中世木には“夜泣石”という石が転がっている。江戸時代、園部藩主・小出氏の命で城の庭石を集めていた時、この石は他の所へ運び出されることを悲しみ、夜泣きをした。運搬する者は気味悪がり、石を世木村に捨てていったという。

### 九右衛門寒い
昔、世木村の九右衛門という男が、岩の上に生えていたツタを採って家に持ち帰った。それから毎晩、どこからともなく「九右衛門寒い。九右衛門寒い」という不気味な声がするようになった。九右衛門が採ったツタは狸が巣に使っていたもので、それを壊したことを怒って訴えに来たのだという。

## 交通

### 道路

#### 府道
一般地方道
- 京都府道364号中地日吉線

#### 橋
中世木川
- 持越橋
- 一本木橋
- 小谷口橋
- 小野垣内橋

#### 有料道路 最寄りの乗り降り口
西日本高速道路（NEXCO西日本）
- 京都縦貫自動車道（国道478号）園部IC – 府道19号と園部町曽我谷で接続

### 鉄道 最寄りの駅
西日本旅客鉄道（JR西日本）
- 山陰本線 日吉駅（日吉町保野田）

### 路線バス
南丹市営バス
- 世木線の中世木区間にあるバス停
  - 上谷バス停
  - 中谷バス停
  - 下谷バス停

デマンドバス
- 中世木線の中世木区間
※東牧山・西牧山～下谷は、フリー乗降区間となっている。
  - 東牧山バス停
  - 西牧山バス停
  - 上谷バス停
  - 中谷バス停
  - 下谷バス停

### 林道
- 伊勢谷線
- 谷山線

### 峠
- 持越峠
- 人尾峠

## 施設

### 南丹市設置
中世木簡易水道事業（簡易水道の浄水場）
- 中世木浄水場 – 日吉町中世木焼尾峠7番地6外
  - 計画人口：170人
  - 計画給水量：88m3/日
  - 施設能力：88m3/日
  - 水源の種類：表流水
  - 浄水処理方式：緩速ろ過
- 中世木配水池（浄水池）1
  - 池数：2
  - 容量：55.1m3
  - 構造：RC造
- 中世木配水池（浄水池）2
  - 池数：2
  - 容量：50.4m3
  - 構造：RC造
- 西牧山配水池
  - 池数：1
  - 容量：37.1m3
  - 構造：RC造

### 区の管理運営
- 中世木公民館 – 日吉町中世木上ノ山1
- 中世木球技場 – 日吉町中世木小野垣内

## 社寺・民俗・宗教

### 大山祇神社
大山祇神社（おおやまづみじんじゃ）は、中世木牧山にある。祭神は蔵王権現。

### 八幡神社
中世木下谷にある八幡神社（はちまんじんじゃ）は、かつて日吉町中にあった八幡宮を分霊したもの。祭神は応神天皇。

### 愛宕神社
中世木の愛宕神社（あたごじんじゃ）は、東牧山（京北方面）と西牧山に行く道の分岐点に鎮座している。祭神は火産霊命。

### 普門院
普門院（ふもんいん）は、中世木牧山にある高野山真言宗の寺院。普門院は院号で、山号は補陀洛山、寺号は神興寺。日吉町殿田の成就院が兼務。牧山の松明が行われる。かつては「慈眼山 垣ノ坊 普門院」という大きな寺であった。明智日記には、天正の頃、桑田郡下縄野（周山町、現在の京都市右京区京北）に城を築くとき、近郷の寺塔を壊して材木を集めさせたとある。普門院も寺塔庫裏の木材を採られ、のちに火を放たれ、焦土となった。焼け残りの仏像やお経を村人が集めて氏神の社に納めたという。
- 聖観音像 – 33年ごとに開闢大法会が行われる。
- 毘沙門天 – 引尾峠の頂にかつてあった毘沙門堂に祀られていたもの。
- 丹波西国三十三ヶ所観音霊場 – 25番札所

### 念佛寺
念佛寺（ねんぶつじ）は、中世木小谷口にある浄土宗の寺院。山号は称名山。1658年（万治元年）の創建で、伝教寺の長誉義光上人の開山とされる。

### 賀善寺
賀善寺（がぜんじ）は、1473年（文明5年）創建の寺院。念佛寺の境内にある。賀善寺の丸柱には明智光秀が周山城の用材として徴発するための刻印が残っており、長さが不足していたために結局徴発されなかったとか、あまりの山道で人足がたくさん入用でやめたとかといわれている。

### 宝勝寺
宝勝寺（ほうじょうじ）は、中世木森ノ上にある曹洞宗の寺院。

### 慈晴教会
慈・教会は、中世木宮ノ元にある本門法華宗の教会。

### 不動岩・不動明王
牧山につながる一本道の中ほどに、「不動岩」という巨岩がそびえ立つ。かつては、岩の上に不動明王が祀られ、そこで盆踊りが行われていた。岩の上まで登るのが大変だという理由で、不動明王は岩下に移された。

### 地蔵
- 甲田地蔵
- 宮ノ元地蔵

## 文化財
中世木にある指定および登録の文化財は次の通り。
建造物
- 近藤家住宅主屋 1棟 – 2024年（令和6年）8月15日、国登録文化財
- 宝篋印塔 1基（普門院） – 1977年（昭和52年）5月20日、南丹市指定
- 五輪塔 4基（普門院） – 1977年（昭和52年）5月20日、南丹市指定

美術工芸品
- 木造毘沙門天立像 1躯（普門院） – 1992年（平成4年）4月14日、京都府指定
- 懸仏　附　懸仏残欠37個 139面（普門院） – 1983年（昭和58年）4月15日、京都府登録
  - 木造懸仏 139面（普門院） – 1977年（昭和52年）5月20日、南丹市指定
- 銅鏡 7面（普門院） – 1977年（昭和52年）5月20日、南丹市指定
- 聖観世音菩薩立像 1躯（普門院） – 1978年（昭和53年）8月30日、南丹市指定
- 木造十一面観世音菩薩立像 1躯（宝勝寺、念佛寺） – 1978年（昭和53年）8月30日、南丹市指定
- 木造多聞天立像及び木造広目天立像 各1躯（宝勝寺、念佛寺） – 1978年（昭和53年）8月30日、南丹市指定
- 鰐口 1口（宝勝寺、念佛寺） – 1978年（昭和53年）8月30日、南丹市指定
- 当麻曼荼羅図１幅（念佛寺） – 2004年（平成16年）6月14日、南丹市指定

無形民俗文化財
- 牧山の松明行事（牧山大松明保存会） – 1987年（昭和62年）2月24日に南丹市指定、同年4月15日に京都府登録

## 行事

### 牧山の松明
牧山の松明は、8月24日の夜、盂蘭盆に行われる万灯籠と愛宕山信仰が習合した祭り。牧山の普門院で高さ4ｍほどの松明3本を扇形に組み、日没とともに点火される。

### 中世木棚田ひなまつり
11月頃、棚田を使った雛祭りが行われていた。棚田を雛壇にしてパネルの雛を飾る祭りで2011年（平成23年）から始まり、毎年秋に雛が1体ずつ増えた。

## 生活

### 水道
上水道　簡易水道
下水道　個人の浄化槽

### 葬儀
- 香典返し禁止のルール – 旧日吉町内の人からの香典については、香典返しをせず、礼状のみとする申し送りがある[37]。

### NTT固定電話
同じ南丹市内であっても、園部MAの日吉町中世木と、亀岡MAの八木町地区の相互通話には、市外局番 (0771)が必要である。
- 収容局 – 西日本電通電話株式会社京都支店京都日吉別館（NTT西日本 京都日吉電話交換所）、日吉町保野田前田[38]。

| 番号区画コード | 単位料金区域 | 市外局番 | 市内局番 |
| -------------- | ------------ | -------- | -------- |
| 418            | 園部MA       | 0771     | DE72     |

### 日本郵便
- 郵便番号 – 629-0333[4]
- 集配局 – 園部郵便局[39]
- 日吉郵便局  – 日吉町保野田市野6-8。局コード44035
- 中世木にある郵便ポスト
  - ポスト番号213355 – 日吉町中世木久保。型：差出箱2号[40]

### 電気
- 一般送配電事業者 – 関西電力送配電株式会社
- 交流電気の周波数 – 60Hz

## 学校

### 小・中・高校の学区
市立小・中学校及び府立高校の学区（校区）は以下の通りとなる。
|              | 小字・番地 | 小学校             | 中学校             |
| ------------ | ---------- | ------------------ | ------------------ |
| 日吉町中世木 | 全域       | 南丹市立殿田小学校 | 南丹市立殿田中学校 |

| 京都府立高等学校 | 京都府立高等学校               |
| ---------------- | ------------------------------ |
| 口丹通学圏       | 京都府立園部高等学校           |
| 口丹通学圏       | 京都府立農芸高等学校           |
| 口丹通学圏       | 京都府立須知高等学校           |
| 口丹通学圏       | 京都府立北桑田高等学校         |
| 口丹通学圏       | 京都府立北桑田高等学校美山分校 |
| 口丹通学圏       | 京都府立南丹高等学校           |
| 口丹通学圏       | 京都府立亀岡高等学校           |

### 中世木にあった学校（執中校）
日吉町にあった片野、木住、稗生、小畑、安鳥、上谷、下谷、牧山、中村、世木林、宮村、上世木、殿田の各村と、今の園部町船岡にあった上河内、藁無、松尾の計16村でつくる組合で運営していた「知新校」（1872年設立）から独立し、1879年（明治12年）に「執中校」が開校。その後、1887年（明治20年）に「知新校」「執中校」「楽生校」が合併して「世木尋常小学校」となるまで、中世木単独での学校運営が続いた。1892年（明治25年）、小学校令の改正で、中世木、生畑の分教場は分離して再び独立。1955年（昭和30年）4月1日、三村合併による日吉町誕生に合わせ、世木小学校、生畑、中世木、天若分校、五ヶ荘小学校の田原分校、胡麻郷小学校志和賀分校の計6校を廃止して日吉町立殿田小学校となる。

## 第一次産業

### 農業
中世木の組合とNPO法人が協働し、通年の農業塾を開校している。

### 林業
- 共有林
1973年（昭和48年）時点、日吉町では、財産区を除いてすべて私有林であり、これは、1872年（明治5年）の地券発行以後、官有林を出来る限り拡大するという方向での一連の官民有区分政策に対して、民有林であることの証拠を有していた故のことであり、明治初期において共有林に対する権利意識も一般に高かったと考えられる[43]。京都府農業会議の資料によれば、1964年（昭和39年）の世木財産区は6.3町（62479.3㎡）、中世木区有林は3.8町（37685.9m2）とある[44]。
- マツタケ
現在、松茸山の入札は行われていない[45]。

## 救急・防災関連

### 自動体外式除細動器(AED) 近隣の設置場所
- 日吉町駅交流センター内待合室[46]
- 南丹市立殿田小学校1階玄関前（入って左手）[46]
- 南丹市立殿田中学校玄関入口[46]
- 道の駅スプリングスひよしA棟（レストラン側）エントランスホール、インフォメーション[46]
- 道の駅スプリングスひよしB棟（温泉側）フロント前、リラクゼーション横[46]

### 消防署及び消防団
- 京都中部広域消防組合管轄区域
  - 最寄りは園部消防署日吉出張所（南丹市日吉町胡麻イカガヘラ13-9）
- 南丹市消防団日吉支団第1分団第2班（中世木班）の活動区域[47]

| 名称 | 南丹市消防団 | 日吉支団   | 第1分団      | 第1部        | 第2班  |
| 範囲 | 南丹市全域   | 日吉町全域 | 世木地区全域 | 殿田・中世木 | 中世木 |

### 医療圏にある災害拠点病院
- 京都中部総合医療センター – 八木町八木上野25番地

### 災害対策用ヘリコプター離着陸場
- 南丹市立殿田中学校のグラウンド[48]

### 避難所

#### 収容避難所[49]
- 南丹市立殿田小学校  – 日吉町殿田大貝25番地外

#### 一時避難所
- 中世木公民館 – 日吉町中世木上ノ山1
- 牧山会議所 – 日吉町中世木宮ノ前23番

#### 臨時避難所
- 南丹市日吉はーとぴあ – 日吉町保野田垣ノ内11番地
- 南丹市立ひよしこども園 – 日吉町保野田垣ノ内11番地･12番地1合地

### 防災行政無線
災害情報や行政情報などを、音声で伝える通信設備。家庭などに設置している「戸別受信機」と小学校などにある「屋外拡声子局」から音声が発せられる。区などに貸し出されている「地区遠隔制御装置」からも集落内放送ができる。
毎日12時と17時には、動作確認として時報の音楽が流される。12時が「エーデルワイス」、17時が「夕焼け小焼け」。
- 戸別受信機の設置場所
  - 各戸
- 屋外拡声子局の設置場所
  - 不明
- 地区遠隔制御装置の設置場所
  - 中世木区

### サイレン吹鳴
火災時にサイレン吹鳴がある。中世木では毎月1日21時、動作確認と火災予防啓発のため、サイレン吹鳴が実施される。そのほか、春と秋の火災予防週間にも鳴らされる。
- 火災時
- 毎月1日21時
- 春の火災予防週間:3月1日～7日
- 秋の火災予防週間:11月9日～15日

### 公衆無線LAN（Nantan Free Wi-Fi）設置場所[50]
- 南丹市立殿田小学校 （体育館、ランチルーム）
- 南丹市立殿田中学校 （体育館、格技場）
- 日吉駅

### 近隣の公衆電話設置場所[51]
- 第一種公衆電話
  - 日吉町殿田交流センター横
- 第ニ種公衆電話
  - 日吉町駅内
  - 道の駅スプリングスひよし内
- 特設公衆電話事前設置
  - 南丹市立殿田小学校内[52]

### 地震被害の想定
日吉町中世木の想定震度及び液状化の危険度、断層タイプ（変位）は次の表の通り。
| 断層名             | 想定の震度 | 液状化危険度 | 変位     |
| ------------------ | ---------- | ------------ | -------- |
| 亀岡断層           | 5弱        | ―            | 東側隆起 |
| 殿田-神吉-越畑断層 | 6弱        | ―            | 左横ずれ |
| 埴生断層           | 5弱        | ―            | 左横ずれ |
| 花折断層           | 5弱        | ―            | 右横ずれ |

## その他

### 中世木のコード
- 住所コード（JISコード系）[1]

| 京都府 | 南丹市 | 世木 | 中世木 |
| ------ | ------ | ---- | ------ |
| 26     | 213    | 017  | 004    |

- 合併により南丹市が誕生する前の京都府日吉町の行政区域コードは「26404」だった。現在欠番。

- 運輸局住所コード[58]。

| 京都府 | 南丹市 | 日吉町中世木 | 小字     |
| ------ | ------ | ------------ | -------- |
| 26     | 512    | 0752         | 001～074 |

### 地域指定及び区分
- 都市計画区域外（都市計画制度における区分）
- 倍率地域[59]（日本における財産評価基準）
- 公共交通不便地域[32]（南丹市公共交通利用環境区分[60]）ただし、中世木は公共交通空白地有償運送の事業区域になっている。
- 移住促進特別区域[61]緊急区指定[62]（京都府移住の促進及び移住者等の活躍の推進に関する条例における区分）
- 命の里地区[63]（京都府の支援で命の里農山漁村里力再生事業を実施した地区[64]。農家民宿における京都府独自の規制緩和措置、食品衛生許可基準の弾力的運用の適応地区[63]）
- 日本の原風景 ふるさと南丹どぶろく特区[65]（構造改革特別区域計画）
- 急傾斜地崩壊危険区域（急傾斜地法。中世木地内の一部が指定箇所）
- 土砂災害警戒区域[66]（土砂災害防止法。中世木地内の一部が指定箇所）
- 農業振興地域（南丹市農業振興地域整備計画における区分）
- 山間農業地域[67]（農業地域類型 第1次分類）
- 水田型[67]（農業地域類型 第2次分類）

### 所轄局（所・署）
- 大阪法務局京都地方法務局
  - 園部支局
- 大阪国税局園部税務署
- 京都府警察南丹警察署
  - 殿田駐在所
- 京都中部広域消防組合園部消防署
  - 日吉出張所
- 京都労働局園部労働基準監督署
- 京都労働局京都西陣公共職業安定所
  - 園部出張所（ハローワーク）
- 近畿運輸局京都運輸支局
  - 京都南自動車検査場
- 近畿農政局
  - 亀岡中部農地整備事業所
- 京都地方裁判所園部支部
- 京都家庭裁判所園部支部
  - 園部簡易裁判所
- 京都府南丹広域振興局
- 京都府南丹保健所
- 京都府南丹土木事務所

### 中世木を舞台・ロケ地とした作品
- 映画「地蔵に願いを」（公開：2024年1月、監督：田中大志）[68][69]
ロケ地：近藤家住宅主屋、林道伊勢谷線、京都府道364号中地日吉線、宝勝寺